# Бурыкин, Владимир Александрович
Владимир Александрович Бурыкин (21 июля 1928, СССР — 13 ноября 1999, Санкт-Петербург) — советский и российский оператор-постановщик. Заслуженный деятель искусств РСФСР (1980).

## Биография
Оператор-постановщик киностудии «Ленфильм».
Член Союза кинематографистов СССР (Ленинградское отделение).
Заслуженный деятель искусств РСФСР (1980).
Скончался 13 ноября 1999 года. Похоронен на кладбище пос. Репино.

## Фильмография
1. 1956 — Она вас любит! (совместно с Константином Рыжовым) (Режиссёры-постановщики: Семён Деревянский, Рафаил Суслович)
2. 1958 — Мистер Икс (Режиссёр-постановщик: Юлий Хмельницкий)
3. 1958 — Ночной гость (Режиссёр-постановщик: Владимир Шредель)
4. 1959 — Либерал (короткометражный) (Режиссёр-постановщик: Михаил Ершов)
5. 1959 — Тётя Луша (короткометражный) (Режиссёр-постановщик: Иосиф Шапиро)
6. 1960 — Люблю тебя, жизнь! (Режиссёр-постановщик: Михаил Ершов)
7. 1962 — После свадьбы (Режиссёр-постановщик: Михаил Ершов)
8. 1964 — Возвращённая музыка (Режиссёр-постановщик: Виталий Аксёнов)
9. 1966 — Сегодня — новый аттракцион (совместно с Владимиром Коротковым и Константином Соловьёвым) (Режиссёр-постановщик: Надежда Кошеверова, соРежиссёр: Аполлинарий Дудко)
10. 1967 — Интервенция (совместно с Е. Мезенцевым) (Режиссёр-постановщик: Геннадий Полока)
11. 1969 — Развязка (Режиссёр-постановщик: Николай Розанцев)
12. 1971 — Ночь на 14-й параллели (Режиссёры-постановщики: Владимир Шредель, Юлиан Семёнов)
13. 1972 — Дела давно минувших дней… (Режиссёр-постановщик: Владимир Шредель)
14. 1972 — Ижорский батальон (Режиссёр-постановщик: Геннадий Казанский)
15. 1973 — Подзорная труба (короткометражный) (Режиссёр-постановщик: Марк Генин)
16. 1974 — Мир Николая Симонова (художественно-публицистический) (Режиссёр-постановщик: Владимир Шредель)
17. 1975 — Призвание (ТВ) (Режиссёр-постановщик: Август Балтрушайтис)
18. 1976 — Длинное, длинное дело… (Режиссёры-постановщики: Григорий Аронов, Владимир Шредель)
19. 1977 — Вторая попытка Виктора Крохина (Режиссёр-постановщик: Игорь Шешуков)
20. 1978 — Случайные пассажиры (Режиссёр-постановщик: Михаил Ордовский)
21. 1979 — Последняя охота (Режиссёр-постановщик: Игорь Шешуков)
22. 1980 — Лялька-Руслан и его друг Санька (ТВ) (Режиссёр-постановщик: Евгений Татарский)
23. 1981 — Придут страсти-мордасти (Режиссёр-постановщик: Эрнест Ясан)
24. 1981 — Путешествие в Кавказские горы (Режиссёр-постановщик: Михаил Ордовский)
25. 1982 — Пространство для манёвра (ТВ) (Режиссёр-постановщик: Игорь Шешуков)
26. 1983 — Дублёр начинает действовать (Режиссёр-постановщик: Эрнест Ясан)
27. 1985 — Вот моя деревня… (Режиссёр-постановщик: Виктор Трегубович)
28. 1986 — Сон в руку, или Чемодан (Режиссёр-постановщик: Эрнест Ясан)
29. 1986 — Красная стрела (Режиссёры-постановщики: Искандер Хамраев, Игорь Шешуков)
30. 1987 — Везучий человек (ТВ) (Режиссёр-постановщик: Игорь Шешуков)
31. 1988 — ЧП районного масштаба (Режиссёр-постановщик: Сергей Снежкин)
32. 1990 — Адвокат (Убийство на Монастырских прудах) (Режиссёр-постановщик: Искандер Хамраев)
33. 1991 — Невозвращенец (Режиссёр-постановщик: Сергей Снежкин)
34. 1996 — Русский паровоз (Россия/Германия) (совместно с Арто Мелкумяном) (Режиссёр-постановщик: Ненад Дьяпич)